# Poriskina phakos
Poriskina phakos är en fjärilsart som beskrevs av Druce 1895. Poriskina phakos ingår i släktet Poriskina och familjen juvelvingar. Inga underarter finns listade i Catalogue of Life.

## Bildgalleri

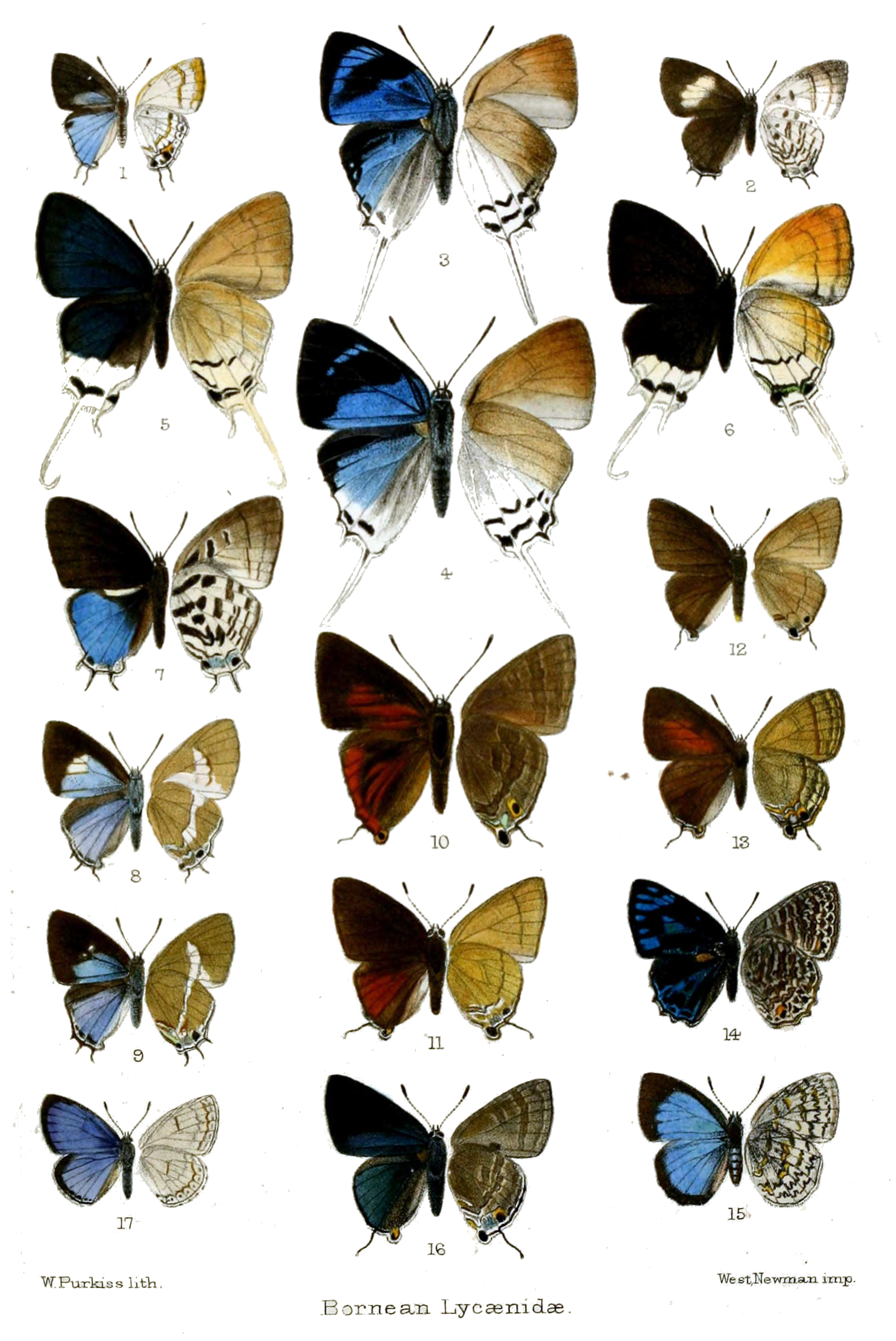